# Planalto de Khorat

Platô de Khorat.

O Planalto de Khorat ou Korat é um planalto na região norte-oriental da Tailândia. O nome procede da maior cidade da zona, Nakhon Ratchasima, que se apelida Khorat.

## Geografia
A altitude media é de 200 metros sobre o nível do mar e abriga uma área de uns 155 000 km². A superfície em forma de planalto se inclina até o sudeste, e é drenada pelos rios Mun e Chi, afluentes do rio Mekong, que estabelece a fronteira geográfica da zona. Está separada da zona central da Tailândia pelas Montanhas Phetchabun e ao sul desde Camboja pelas Montanhas Dangrek.
O Planalto de Khorat se formou a partir de um deslizamento recente, provavelmente por volta do ano 700, quando a maior parte do solo se fundiu vários metros. A zona finalmente ficou aplanada, mas os efeitos se podem apreciar nos afluentes do Mekong. Este fundimento, junto com a cordilheira Truong Son no nordeste que captura boa parte das precipitações, fazem que a monção descarrega muita água antes de chegar a zona e limita a intensidade do mesmo a media anual de precipitações em Nakhon Ratchasima é de cerca de 1150 mm, em comparação com 1500 mm no centro de Tailândia. A diferencia entre a estação seca e a úmida são muito mais intensa, o que implica um solo menos fértil para o cultivo do arroz.